# NK Mladost Donji Dragonožec
Nogometni klub Mladost Donji Dragonožec bivši je hrvatski nogometni klub iz Donjeg Dragonošca, Grad Zagreb. 
Osnovan 1973., prestao je djelovati 2022. nakon stečaja.
Zadnju sezonu odigrao je 2021./22. u 2. Zagrebačkoj nogometnoj ligi u kojoj je ostvario peto mjesto. Dana 1. travnja 2022. osnovan je NK Dragonožec.

## Vanjske poveznice
- Profil, HNS Semafor